# António do Espírito Santo Fonseca
António do Espírito Santo Fonseca, né le 26 avril 1951 à Lombo Branco (Ribeira Grande) sur l'île de Santo Antão (Cap-Vert), est un homme politique cap-verdien.
Il est le troisième président de l'Assemblée nationale du Cap-Vert, après Abílio Duarte et Amilcar Spencer Lopes, et exerce cette fonction de 1996 à 2001. Son successeur est Aristides Raimundo Lima.